# Лебет
Лебет је насеље у Србији у општини Владичин Хан у Пчињском округу. Према попису из 2022. имао је 32 становника (према попису из 2011. 63 становника).

## Положај
Лебет лежи на десној обали Лебетске реке, која се назива и Малом реком, на бреговима који се као сноп пењу до Лебетског рида, планинске косе Чемерника. Лебетска река се улива у Голему реку, која одатле добија назив Мутница. Његова насеља су размештена у засеоке, према родовима који су их формирали, на надморској висини од 800 до 1.000 метара.

## Тип
Лебет је село збијеног типа. Крајеви насеља зову се по родовима, на пример: Белинци, Петринци итд. Укупно је у селу 1961. године било 60 домова.

## Земље и шуме
Поједини крајеви атара носе ове називе: Присоје, Илијин Папрат, Река, Друм, Раскрсје, Језеро, Китка, Ланиште, Маргитина Оградња, Голема Ливда, Турска Падина, Пиови, Вада, Самак и Самоков.

## Историја
По садашњем становништву Лебет је релативно младо место. Основано је пре око 150 година. Тада је овде дошао предак данашњег рода Митинци. Он је земљу Лебета затекао обрасло у шуми. Одмах иза њега населили су се преци данашњих родова Белинци, Петринци, Веселци и Момчиловци. Говори се да су преци поменутих најстаријих родова овде долазили „да праве ћумур за вигњеве“. Ово село тада је потпадало под Врање. Становници Лебета раније су имали исту ношњу као сељаци Црнотравци. Због тога се они рачунају у Шопове, док су становници суседног села Мрковице и свих других нижих насеља по ношњи спадају у Дервенце или Моравце.
За време Другог светског рата, на дан Светог Саве, 1943. године, бугарски окупатор је у селу запалио 16 кућа и стрељао осам мушкараца. Спаљене куће брзо су обновљене уз новчану помоћ државне власти.
Насеље Лебет користи цркву Светог Јована у Мачкатици, а сеоска заветна слава је Велика Госпојина, 28. августа.
Становници Лебета раније су имали црнотравску ношњу, али су временом, после Другог светског рата, попримили начин одевања Дервенаца, односно Мораваца, становника Грделичке клисуре. Но, до данас су задржали црнотравски говор.
И Лебеђани су, попут Црнотраваца, после Првог светског рата углавном ишли у печалбу као грађевинари. Данас је и код њих изумрло сточарство које је између два рата, уз земљорљдњу, било развијено. У селу је после 1971. године почела нагла миграција према већим градовима, али четвороразредна основна школа још опстаје са неколико ученика. Између два рата Лебеђани су се селили на Косово и Метохију и у околину Лесковца – Дубово и Лапотинце.
Потес Сированов Рид, сада под њивама, смештен је од северно испод узвишења Китка. Тамо је живео српски род Сировинци. За време Турака они су се иселили у ниже село — Боћевац. У току 19. века, до 1878. године у Лебету, као и у околним селима, радило се на преради гвоздене руде. То се радило на потесу Самоков у долини Мале и Лебетске Реке. Када су радили „маљеви у самокову земља се тресла на сат даљине“. Из тог доба потиче име потеса Турска Падина. Налази се поред поменутог Сированског Рида. Руда, која се прерађивала у Самокову, доношена је са Чемерника. То се вршило волујским колима преко потеса званог Друм. За потребе рударства у 19. веку много су настрадале шуме свуда у атару Лебета. Тада је овде „све постало гариње“. Данашња шума обновљена је „откако су отишли Турци“. Преко потеса вода текла је „у корубама“ вода из Млачишке Реке до места Пиови. Атару Лебета раније је припадао и потес Буков Лебет. За време Турака, како се казује, на њему је убијен неки Турчин. Крвнину за убијеног Турчина („пет кеса, свака по 100 гроша“) платили су становници већег села Мачкатице. Од тада поменути потес припада том селу.

## Исељеници
Поменуто је да се стари род:
-Сировинци одселио у ниже село Боћевац. Тамо данас има 12 кућа.
У новије време из овог села није било већег исељавања становништва. Знају се само 6 исељених домаћинстава; три су одсељена у Метохију а остали у околину Лесковца, два у село Лапотницу и једна у село Дубово. Скоро се иселило и неколико мушкараца који су се школовали за лекаре (2), официре (3) и техничаре.

## Порекло становништва
Село је основано око 1800. године. Најпре су га заселили преци данашњег рода Митинци, дошавши из села Кострешевци, код Kлисуре на путу ка граничном прелазу Стрезимировци, и већи део Лебета води порекло од њих. Они данас држе средишњи део села и славе Светог Архангела Михаила. Потом су дошли преци родова Белинци, па Петринци, Веселци и Момчиловци, сви славе Светог Николу. Веселци (Веселиновићи) су дошли из Клисуре и с Драјинци, испод Власинског језера на путу ка граничном прелазу Стрезимировци, , а Белинци (Белићи), од којих воде порекло Петринци (Петровићи), из места Паља. Последњи, пред ослобођење од Турака, населили су се Пауновци, који су најпре живели на месту званом Јереница, у Млачишту, поневши од млачиштанског засеока Пауновци назив и славу Свети Архангел Михаило. Махалу Пауновци у Лебету зову и Јеренци или Струмини, по Струми, жени која је последња напустила стару постојбину. Иначе, они су тамо били дошли из прокупачког краја.
Стари назив села, у време Турака, био је Плави Лебед, а између два рата Лебед.

## Рударство
Старинци ових родова бавили су се углавном производњом ћумура у такозваним пећима „жежницама“, а прираштај села је бивао све већи како је у 19. веку текло ископавање и прерада гвоздене руде на обронцима Чемерника. На месту званом Смоков, где се Лебетска река улива у Голему реку, била је највећа топионица и прерада гвоздене руде у Врањском вилајету. Оближњи рудник, Мркова Пољана, и Самоков, испод насеља Мрковица (раније Гузевје), били су пашин посед. Забележено је да када су радили маљеви у том самокову, “земља се тресла на даљини од сат хода”. За време прераде руде, биле су посечене све столетне букове шуме да би се за топионицу произвео квалитетан угаљ. Вађење и топљење руде је пресаахло две године по ослобођењу од Турака, негде око 1880. године, јер су биле посечене све шуме и затворени површински копови.

## Демографија
У насељу Лебет живи 90 пунолетних становника, а просечна старост становништва износи 45,4 година (41,5 код мушкараца и 49,8 код жена). У насељу има 34 домаћинства, а просечан број чланова по домаћинству је 3,00.
Ово насеље је великим делом насељено Србима (према попису из 2002. године), а у последња три пописа, примећен је пад у броју становника.
|  |

| Демографија | Демографија | Демографија |
| Година      | Становника  | Становника  |
| ----------- | ----------- | ----------- |
| 1948.       | 304         |             |
| 1953.       | 307         |             |
| 1961.       | 314         |             |
| 1971.       | 302         |             |
| 1981.       | 190         |             |
| 1991.       | 135         | 135         |
| 2002.       | 102         | 102         |
| 2011.       | 63          |             |
| 2022.       | 32          |             |

| Етнички састав према попису из 2002.‍ | Етнички састав према попису из 2002.‍ | Етнички састав према попису из 2002.‍ | Етнички састав према попису из 2002.‍ | Етнички састав према попису из 2002.‍ |
| ------------------------------------ | ------------------------------------ | ------------------------------------ | ------------------------------------ | ------------------------------------ |
|                                      |                                      |                                      |                                      |                                      |
| Срби                                 | Срби                                 |                                      | 100                                  | 98,03%                               |
| Македонци                            | Македонци                            |                                      | 2                                    | 1,96%                                |
| непознато                            | непознато                            |                                      | 0                                    | 0,0%                                 |

| Година пописа     | 1948. | 1953. | 1961. | 1971. | 1981. | 1991. | 2002. |
| ----------------- | ----- | ----- | ----- | ----- | ----- | ----- | ----- |
| Број домаћинстава | 44    | 45    | 63    | 61    | 46    | 35    | 34    |

| Број чланова      | 1 | 2  | 3 | 4 | 5 | 6 | 7 | 8 | 9 | 10 и више | Просек |
| ----------------- | - | -- | - | - | - | - | - | - | - | --------- | ------ |
| Број домаћинстава | 9 | 10 | 4 | 3 | 4 | 2 | 1 | 0 | 0 | 1         | 3,00   |

| Пол    | Укупно | Неожењен/Неудата | Ожењен/Удата | Удовац/Удовица | Разведен/Разведена | Непознато |
| ------ | ------ | ---------------- | ------------ | -------------- | ------------------ | --------- |
| Мушки  | 49     | 19               | 26           | 4              | 0                  | 0         |
| Женски | 43     | 7                | 25           | 10             | 1                  | 0         |
| УКУПНО | 92     | 26               | 51           | 14             | 1                  | 0         |

| Пол    | Укупно                    | Пољопривреда, лов и шумарство | Рибарство                            | Вађење руде и камена | Прерађивачка индустрија       |
| ------ | ------------------------- | ----------------------------- | ------------------------------------ | -------------------- | ----------------------------- |
| Мушки  | 15                        | 4                             | 0                                    | 0                    | 0                             |
| Женски | 5                         | 3                             | 0                                    | 0                    | 0                             |
| УКУПНО | 20                        | 7                             | 0                                    | 0                    | 0                             |
| Пол    | Производња и снабдевање   | Грађевинарство                | Трговина                             | Хотели и ресторани   | Саобраћај, складиштење и везе |
| Мушки  | 0                         | 2                             | 3                                    | 1                    | 0                             |
| Женски | 0                         | 0                             | 0                                    | 0                    | 0                             |
| УКУПНО | 0                         | 2                             | 3                                    | 1                    | 0                             |
| Пол    | Финансијско посредовање   | Некретнине                    | Државна управа и одбрана             | Образовање           | Здравствени и социјални рад   |
| Мушки  | 0                         | 0                             | 1                                    | 1                    | 0                             |
| Женски | 0                         | 0                             | 0                                    | 2                    | 0                             |
| УКУПНО | 0                         | 0                             | 1                                    | 3                    | 0                             |
| Пол    | Остале услужне активности | Приватна домаћинства          | Екстериторијалне организације и тела | Непознато            | Непознато                     |
| Мушки  | 0                         | 0                             | 0                                    | 3                    | 3                             |
| Женски | 0                         | 0                             | 0                                    | 0                    | 0                             |
| УКУПНО | 0                         | 0                             | 0                                    | 3                    | 3                             |